# Pixcodelics
Pixcodelics é uma série de desenho animado brasileira que foi criada por Marco Alemar e Caio Mário Paes de Andrade tendo a sua primeira exibição no dia 13 de agosto de 2005 no Brasil pelo canal Cartoon Network.
A série consiste em 65 episódios no total com uma duração, aproximadamente, de 5 minutos cada, não havendo uma continuidade entre si e sendo feita totalmente a partir de letras, números e caracteres de computação com o estilo 3D, lembrando assim a arte ASCII.

## História
A ideia de criar a animação começou quando os criadores, Marco Alemar e Caio Mário Paes de Andrade, estavam buscando inspirações em emoticons para uma nova maneira de se escrever e inventar ideias diferentes, os internautas criaram os emoticons pois perceberam que uma única frase pode haver milhares de sentidos quando elas são escritas na internet. Com essas ideias e inspirações, Marco e Caio, apenas usando a criatividade dos caracteres da computação e perceberam que poderiam criar milhares de personagens e cenários para a série Pixcodelics.
A série foi a primeira animação a ser produzida no Brasil que estreou em uma plataforma pan-regional do Cartoon Network. Em 2014 a série voltou a ser exibida em um canal próprio do YouTube.

## Sinopse
A série se passa numa cidade fictícia chamada Lowpolys dentro do "mundo" da internet, e conta a história de quatro crianças chamadas Pix, Nerd, Hack e Mary Chat, (Todas criadas por emoticons) possuidoras de artefatos especiais que lhes dão poderes incríveis para que com a ajuda do misterioso oráculo Dotcom consigam cumprir o importante dever de salvar a internet dos perigosos planos do malvado e brilhante cientista Dr. Ping e seu atrapalhado assistente felino Katslock, que retornaram do futuro com o objetivo de evitar a "Paz Mundial" que a internet posteriormente ocasionou.

## Personagens

### Pix
Pix é um garoto especial cheio de energia positiva. Através da sua habilidade de entender e aproveitar as características e o potencial de cada um de seus amigos, ele se tornou o líder do grupo. Sua criatividade é uma ferramenta poderosa em todos os tipos de situação. Pix sonha em ver a Internet alcançar todo o seu potencial – sem fronteiras ou limites. Ao lado do seu corajoso cachorro Aurroba, Pix está totalmente empenhado na luta contra o Dr. Ping.
Seu superpoder é o Joystick Telecinético, ele usa a energia telecinética e tem o poder de mover objetos sólidos.

### Hack
Hack é um garoto de músculos fortes que adora praticar esporte que aprimorem seu corpo. Ele é naturalmente pacifico e nunca quer começar uma briga.
Uma vez irritado ele vai definitivamente colocar sua força física em ação. Seu grande troféu é seu possante, um furgão totalmente equipado com os mais modernos acessórios, a maioria dos quais ele nem faz ideia de como usar. Seu superpoder é o Super Controle Remoto, que controla qualquer tipo de máquina com dispositivos digitais

### Nerd
Nerd é um jovem inventor que praticamente respira, come e bebe tecnologia. 
Ele está sempre tentando descobrir soluções e aproveitar tudo de bom que as novas tecnologias podem oferecer para facilitar e melhorar a vida das pessoas. Seu superpoder é o Comunicador Holográfico, e ele usa energia holográfica para estabelecer uma comunicação com qualquer tipo de equipamento digital, projetando a imagem da pessoa com quem está conectado. O Comunicador também é capaz de projetar hologramas muito realistas que podem ser muito úteis em situações de perigo.

### Mary Chat
Mary Chat é simpática, social e charmosa estilista de moda amadora que também é uma amiga leal e corajosa. Muito sincera, Mary é alegre e descontraída, mas às vezes é um pouco fútil. Ela é também uma atleta 
fera em artes marciais. Seu superpoder é o Super-Óculos de Hipnose, ele usa energia hipnótica e tem o poder de controlar as mentes das pessoas atingidas pelo seu poderoso raio. Também é um acessório muito fashion.

### Aurroba
Aurroba é o animal de estimação do Pix. Ele é um cão de guarda muito valente e tem a habilidade de farejar vírus de computador.

### Dr. Ping
Dr. Ping é um cientista do futuro determinado em dominar o mundo. Para ele, a melhor maneira para alcançar seus objetivos é mudar os rumos da nossa evolução através do controle total da Internet. Dr. Ping busca reconhecimento e poder, sempre com o seu incrível senso de superioridade, o que é natural dos vilões. Seus superpoderes são todos os devices e ampliações dos sentidos disponíveis no futuro: telecinese, hipnose, telepatia, holografia, teletransporte e muito mais. 

### Katslock
Katslock tem suas próprias motivações e objetivos, ele planeja levar a espécie felina a um nível superior. Ele é muito corajoso e faz qualquer coisa para proteger seu chefinho, mas suas trapalhadas geralmente acabam arruinando os planos do Dr. Ping. Katslock não fala muito e adora repetir tudo que seu chefe fala. Ele é extremamente ágil e tem garras afiadas e super resistentes.

### Dotcom
Dotcom é o oráculo determinado a defender o futuro e salvar a humanidade do destino traçado por Dr. Ping. Dotcom sempre fala através de pequenos enigmas. Ele aparece em momentos cruciais e dá dicas importantes para que os Pixcodelics consigam vencer o mal. Ele consegue perceber as transformações no futuro causadas pelas ações do Dr. Ping no nosso presente. Dotcom acredita que os Pixcodelics são os únicos capazes de deter o Dr. Ping. 